# Amphinema nanhainensis
Amphinema nanhainensis is een hydroïdpoliep uit de familie Pandeidae. De poliep komt uit het geslacht Amphinema. Amphinema nanhainensis werd in 2008 voor het eerst wetenschappelijk beschreven door Xu, Huang & Gua. 